# Periscepsia prunaria
Periscepsia prunaria är en tvåvingeart som först beskrevs av Camillo Rondani 1861.  Periscepsia prunaria ingår i släktet Periscepsia och familjen parasitflugor. Inga underarter finns listade i Catalogue of Life.